# Гъмзиград
Гъмзиград (на сръбски: Гамзиград) е късноримски археологичен комплекс в Тимошко, Източна Сърбия. На територията на комплекса се намират останките от античния град Феликс Ромулиана (на латински: Felix Romuliana). Разположен е на около 11 км западно от Зайчар.
Гъмзиград се състои от останките на късноримския укрепен дворец и същевременно мемориален комплекс на римския император Галерий. Площта му е 6,5 хектара, а изграждането му е поръчано от император Кай Валерий Галерий Максимиан в края на III и началото на IV век. Наричал се е Феликс Ромулиана, по името на майката на императора. Обектът е заобиколен от защитни стени с двадесет кули и обхваща укрепления, включително вестибюли, преддверия, термални бани, подови мозайки, мраморни форми, скулптури и предмети, изработени от розов гранит и зелен порфири от Пелопонес. Дворецът на императора е в северозападната част на комплекса и се състои от базилики, храмове, горещи бани, мемориален комплекс и тетрапилон. Групата сгради е интересна с преплитането на церемониални и мемориални функции.
На един от хълмовете в комплекса са открити останки от укрепление с дворец и други обществени сгради, а на съседния хълм Магура – от гробници (обреден комплекс, включващ два гроба и две гробни могили) и мавзолеи. Архитектурата на императорския комплекс се отличава както с богатството на вложените материали, така и с майсторската скулптурна обработка на архитектурните елементи (колони, капители, стени). Висока художествена стойност има и украсата на двореца – скулптури и мозайки. Особено красиви са подовите мозайки, които по художествено изпълнение и качество на материалите са сред най-значимите в цялата Римска империя. Уникално е пространственото оформление на постройките на укрепения императорски дворец и мемориала.

## Легенда
Според местна легенда от Северозападна България един богат болярин имал три дъщери – Вида, Кула и Гъмза. След смъртта му трите си разделили бащиното имане, между което и обширните му земи. Трите създали свои имения, около които възникнали селища. Най-упорита излязла Вида, на която се паднали земите до Дунав. Кула взела земите по на запад към планината, а тези отвъд Балкана – Гъмза. Днес има три селища, които носят техните имена – Видин, Кула и Гъмзиград.